# 교토역
교토역(일본어: 京都駅, きょうとえき)은 교토부 교토시 시모교구와 미나미구에 있는 서일본 여객철도(JR 서일본)·도카이 여객철도(JR 도카이)·긴키 닛폰 철도·교토 시 교통국의 역이다.

## 개요
일본 유수의 관광도시인 교토시의 중심에 있는 역이다.
도카이도 신칸센의 전 열차가 정차하며, 일본 각지로 뻗어나가는 고속 버스의 노선이 다수 발착하고 있다. 때문에, 일본 전국으로부터 많은 방문객이 모이게 되어, 1일 평균 승차 인원수를 모두 합치게 되만 63만 명을 상회하는 수준이 된다. 일본 유수의 터미널 역이며, 교토의 관광 명소로 가는 현관문이라고 불리는 역이기도 하다.
JR 서일본의 역은 어번 네트워크에 속하고 있다. JR 서일본, 긴키 닛폰 철도, 지하철의 역에서는 ICOCA, PiTaPa 등의 카드가 이용가능하다. 또, JR 서일본에서는 J스루 카드나 Suica, TOICA가, 지하철에서는 스룻토 간사이에 대응하는 각종 카드가, 긴키 닛폰 철도에서는 J스루 카드 및 스룻토 간사이에 대응하는 각종 카드를 이용할 수 있다. JR 도카이의 경우에는 카드의 이용이 불가능하다. 단, 신칸센의 자기 승차권과 EX-IC 서비스를 Suica, ICOCA, TOICA, PiTaPa 등에 끼워넣어 사용하는 것은 가능하다.

### 이용 가능한 철도 노선
- 서일본 여객철도
  - JR 교토 선 (도카이도 본선)
  - 비와코 선 (도카이도 본선)
  - 사가노 선 (산인 본선)
  - 나라 선
  - 고세이 선 - 고세이 선은 정식으로는 오미시오쓰 ~ 야마시나 간이지만 모든 열차가 교토역까지 직결 운행한다.
- 도카이 여객철도
  - 도카이도 신칸센
- 긴키 닛폰 철도
  - 교토 선
- 교토 시영 지하철
  - 가라스마 선 (K11)

## 서일본 여객철도 및 도카이 여객철도

### 역 구조
도카이도 본선 (JR 교토 선, 비와코 선), 고세이 선 용의 플랫폼이 총 5면 7선이며, 구내 서쪽에는 산인 본선 (사가노 선) 용의 두단식 플랫폼이 3면 4선, 구내 남쪽에는 나라 선 용의 두단식 플랫폼이 2면 3선 (8번 승강장만 오사카 방면으로 연결되어 있음), 도카이도 신칸센 용이 섬식 플랫폼으로 2면 4선 존재한다. 재래선의 경우에는 지상에, 신칸센의 경우에는 고가에 위치하고 있다. 각 플랫폼은 서측에 교상 역사와 동측에 개찰내 지하통로가 연결되어 있다.
북측의 가라스마 중앙 출구 방향의 플랫폼은 길이 558m로 일본 최장 플랫폼으로 알려져 있지만, 0번 승강장 (구 1번선)의 플랫폼 자체의 길이는 323m이다. 나머지 부분은 서측의 잘려진 플랫폼 형태로 30번 타는 곳 (235m)으로 되어있다. 이 30번 승강장은 간사이 공항 행의 특급 '하루카' 전용으로 되어있으며, 운용 개시 당시에는 '하루카 플랫폼'이라는 명칭이 붙어 있었다. 1번 승강장을 0번 승강장으로 개칭한 이유는 배선 상의 번호와 플랫폼의 번호가 맞지 않았기 때문이다. 참고로, 도카이도 본선 하행 통과선의 경우는 현재 폐지가 되어, 이 역을 통과하는 스이타 방면의 화물 열차의 경우에는 7번 승강장으로 통과하고 있다.
서측에 있는 산인 본선의 타는 곳은 이전에는 '산인 1-4번선'이라고 불렸지만, 1994년 12월에 플랫폼 번호가 정리되면서 '하루카 플랫폼'을 포함해 30-34번 승강장으로 변경하여 부르게 되었다. 30번대로 된 이유는 산인 본선의 발음인 '산'을 따온 것이라고 한다. 34번 승강장은 현재 일본 내의 플랫폼 번호로는 제일 큰 번호이다.
각사 노선의 구별을 위하여 지하철의 경우에는 '지하철 교토 역 (또는 가라스마 선 교토 역)', 긴키 닛폰 철도의 경우에는 '긴테츠 교토 역'이라고 불리는 일이 많다. 또, 신칸센 플랫폼 및 신칸센 차내에서의 환승 안내에서는 지하철 선이 안내되고 있지 않다.
구 역 빌딩 시대에는 대합실이 존재했지만, 이후에 오랫동안 6, 7번 승강장에 있는 소형 열차 대기소 외에는 대합실이 존재하지 않았다. 2008년 3월 중순에 장거리 열차의 발착이 많은 0번 승강장에 대합실이 설치되었다.

### 승강장
| 0      | □ 특급 '라이초', '선더버드' 호                                    | □ 특급 '라이초', '선더버드' 호                                    | 후쿠이·가나자와·도야마 방면                        |
| 0      | □ 특급 '와이드 뷰 시나노' 호                                      | □ 특급 '와이드 뷰 시나노' 호                                      | 나가노 방면                                        |
| 0      | □ 특급 '와이드 뷰 히다' 호                                        | □ 특급 '와이드 뷰 히다' 호                                        | 다카야마 방면                                      |
| 0      | □ 침대특급 '니혼카이' 호                                          | □ 침대특급 '니혼카이' 호                                          | 아키타·아오모리 방면                               |
| 0      | □ 침대특급 '트와일라잇 익스프레스' 호                             | □ 침대특급 '트와일라잇 익스프레스' 호                             | 삿포로 방면                                        |
| 0      | □ 급행 '기타구니'                                                 | □ 급행 '기타구니'                                                 | 니가타 방면                                        |
| 0      | □ 특급 '비와코 익스프레스', '하루카' 호                           | □ 특급 '비와코 익스프레스', '하루카' 호                           | 구사쓰·마이바라 방면                               |
| 0      | ■ 비와코 선                                                       | ■ 신쾌속 (평일 아침)                                              | 구사쓰·마이바라 방면                               |
| 0      | ■ 고세이 선                                                       | ■ 신쾌속 (평일 아침)                                              | 오미시오쓰·쓰루가 방면                             |
| 0      | ■ 구사쓰 선 직통                                                  | ■ 보통                                                            | 기부카와·쓰게 방면                                 |
| 2      | ■ 비와코 선                                                       | ■ 보통·■ 신쾌속                                                   | 구사쓰·마이바라 방면                               |
| 2      | ■ 고세이 선                                                       | ■ 쾌속·■ 신쾌속                                                   | 오미시오쓰·쓰루가 방면                             |
| 3      | ■ 고세이 선                                                       | ■ 보통                                                            | 가타타·오미시오쓰 방면                             |
| 3      | ■ 비와코 선                                                       | ■ 보통 (일부)                                                     | 구사쓰·마이바라 방면                               |
| 4      | ■ JR 교토 선                                                      | 주로 ■ 보통                                                       | 다카쓰키·오사카·산노미야·고베·스마·니시아카시 방면 |
| 5      | ■ JR 교토 선                                                      | 주로 ■ 쾌속·■ 신쾌속                                              | 오사카·산노미야·고베·히메지·반슈아코 방면          |
| 6・7   | □ 특급 '구로시오', '슈퍼 구로시오', '오션 애로우' 호              | □ 특급 '구로시오', '슈퍼 구로시오', '오션 애로우' 호              | 시라하마·신구 방면                                 |
| 6・7   | □ 특급 '슈퍼 하쿠토' 호                                           | □ 특급 '슈퍼 하쿠토' 호                                           | 돗토리·구라요시 방면                               |
| 6・7   | □ 침대특급 '하야부사', '후지' 호                                  | □ 침대특급 '하야부사', '후지' 호                                  | 구마모토·오이타 방면                               |
| 6・7   | □ 간사이 공항 특급 '하루카' 호 (아침의 구사쓰·마이바라 발 열차만) | □ 간사이 공항 특급 '하루카' 호 (아침의 구사쓰·마이바라 발 열차만) | 간사이 공항 방면                                   |
| 6・7   | □ 특급·급행 (호쿠리쿠·도카이 지방으로부터의）                     | □ 특급·급행 (호쿠리쿠·도카이 지방으로부터의）                     | 오사카 행                                          |
| 6・7   | ■ JR 교토 선                                                      | ■ 쾌속 (평일 아침 일부) ■ 신쾌속 (아침)                           | 오사카·산노미야 방면                               |
| 8・9   | ■ 나라 선                                                         | 주로 ■ 보통                                                       | 우지·나라 방면                                     |
| 10     | ■ 나라 선                                                         | 주로 ■ 쾌속·미야코지 쾌속                                         | 우지·나라 방면                                     |
| 30     | □ 간사이 공항 특급 '하루카' 호                                    | □ 간사이 공항 특급 '하루카' 호                                    | 간사이 공항 방면                                   |
| 30     | □ 특급 '단바', '마이즈루' 호 (일부)                               | □ 특급 '단바', '마이즈루' 호 (일부)                               | 후쿠치야마·히가시마이즈루 방면                     |
| 31     | □ 특급 '기노사키', '하시다테', '단바' 호                          | □ 특급 '기노사키', '하시다테', '단바' 호                          | 후쿠치야마·기노사키·아마노하시다테 방면            |
| 31     | □ 특급 '마이즈루', '탱고 디스커버리' 호                           | □ 특급 '마이즈루', '탱고 디스커버리' 호                           | 히가시마이즈루·구미하마 방면                       |
| 31     | ■ 사가노 선 (산인 본선)                                           | ■ 보통 (일부)                                                     | 가메오카·소노베 방면                               |
| 32・33 | ■ 사가노 선 (산인 본선)                                           | ■ 보통·■ 쾌속                                                     | 가메오카·소노베 방면                               |
| 34     | ■ (33번 플랫폼 도착 열차의 하차 전용 플랫폼)                      | ■ (33번 플랫폼 도착 열차의 하차 전용 플랫폼)                      | ■ (33번 플랫폼 도착 열차의 하차 전용 플랫폼)       |
| 11・12 | ■ 도카이도 신칸센 (상행)                                          | ■ 노조미·■ 히카리·■ 고다마                                        | 나고야·도쿄 방면                                   |
| 13・14 | ■ 도카이도 신칸센 (하행)                                          | ■ 노조미·■ 히카리·■ 고다마                                        | 신오사카·하카타 방면                               |

- 0번 승강장은, 슈퍼 하쿠토 및 오션 애로우 등의 당역 종착 열차도 이용한다.
- 6, 7번 승강장은 비와코 선, 고세이 선, 구사쓰 선, 나라 선으로부터의 당역 종착 열차도 이용한다. (그중 대부분이 교토 종합 운전소에의 회송을 위해 입선함)
- 이전에는 현재의 0번 승강장이 2번선, 현재의 2번 승강장이 4번선, 현재의 7번 승강장이 11번선으로 불릴때도 있었지만, 운행 관리 시스템 도입 이후에 선로 호칭이 바뀌어 운전 선로 명에 맞추어 승강장 번호를 일치시켰다.
- 4대째의 새 역 빌딩 건설시에 구 1번선을 부수고, 현재의 0번 승강장의 플랫폼을 광폭으로 사용하고 있다.
- 0, 30, 31번 타는 곳을 한 개의 플랫폼으로 보는 경우 길이가 558m가 되어, 일본 최장의 길이가 된다.
- 신칸센 플랫폼과 신칸센 개찰구를 잇는 엘리베이터는 역 직원의 조작이 필요하다.

## 긴키 닛폰 철도

### 역 구조
두단식 플랫폼 3면 3선을 가지고 있는 고가역이다. 3층 구조로, 1층이 개찰구 (하치조 입구), 역 사무실, 명점가이며, 2층이 플랫폼과 개찰구 (중앙 출구), 3층은 JR 도카이의 신칸센 플랫폼이다. 플랫폼의 유효장은 6량이다.
역 리뉴얼 공사의 일환으로 2007년 12월 1일부터는 1층의 개찰구와 표 발매소가 폐지되고, 정기권 판매소, 역 영업소등은 2층 개찰구로 이동, 집약되었다.
자동 개찰기는 나라 선 계통의 타 역과 동일한 도시바 제품을 사용 중이다. 개찰구를 나갈 시에는 2매 동시 투입이 가능하며 PiTaPa, ICOCA에도 대응하고 있다.

### 승강장
| 1 | B 교토 선 특급        | 나라·가시하라진구마에·이세시마 방면                                  |
| 2 | B 교토 선 보통·준급행 | 단바바시·신타나베·야마토사이다이지·나라·덴리·카시하라 신궁앞 방면    |
| 3 | B 교토 선 급행        | 단바바시·신타나베·야마토사이다이지·나라·덴리·카시하라 신궁앞 방면    |
| 4 | B 교토 선             | 단면의 플랫폼, 2008년 4월부터 공사에 착수해 2012년 봄 경에 완공 예정 |

- 1·2번선은 승강 분리 형태. 플랫폼의 배치는 남측으로부터 1번선 승차 플랫폼, 1·2번선 하차 플랫폼, 2번선 승차·3번선 승하차 플랫폼 순이다.

### 역사 리뉴얼
긴키 닛폰 철도는 2005년 12월 22일, 3번선의 북측에 1선을 증설하기로 발표했다.
2007년 3월 1일 시점에의 계획, 개요 2008년 3월 6일 시점에서의 교토 역 터미널 정비공사의 개요에 따르면,
- 4번선은 단면 승강장으로, 2008년 4월에 공사에 착수해, 2012년 봄 경에 완성한다.
- 긴테츠 명점가를 늘려 2008년 10월에 리뉴얼 오픈한다.
- 4번선의 윗 부분에 지상 8층, 368실 규모의 호텔을 건설해, 2011년 가을 경에 개업한다.
- 1층 개찰구를 폐지하고, 2층 개찰구를 확대한다.

등이 예정되어있다. 이 사항들에 수반하여, 2007년 11월 30일을 기점으로 1층의 하치조 개찰구, 표 판매소, 화장실은 역할을 마쳤다.
긴테쓰 명점가는 증설이 완료되고, '긴테쓰 명점가 미야코 거리'라는 명칭으로 2008년 10월에 리뉴얼되었다.

## 교토 시영 지하철

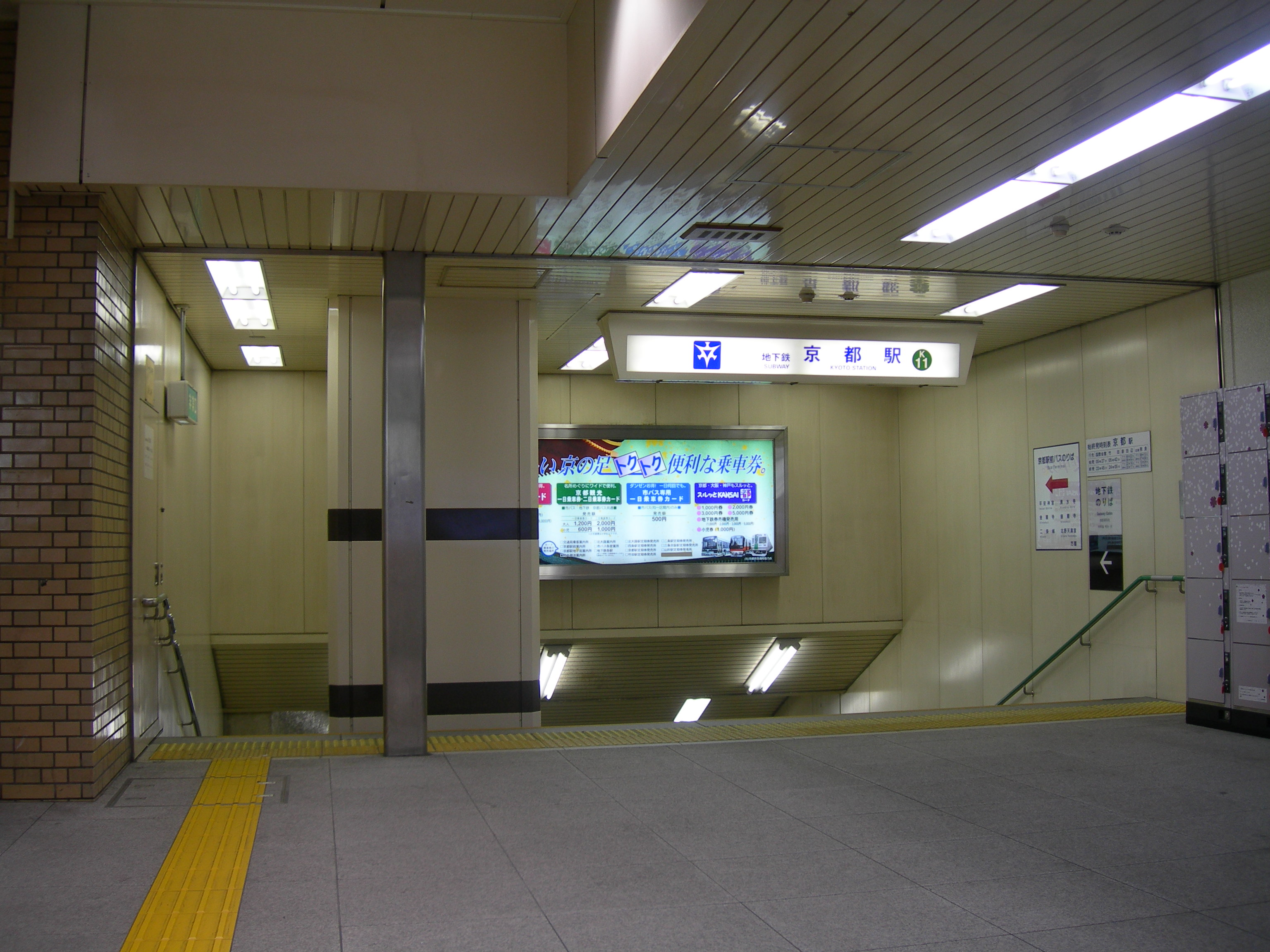
가라스마 선 교토 역 출입구

### 역 구조
1면 2선의 섬식 플랫폼을 가지고 있는 지하역. 개찰구는 북쪽 개찰구, 중앙1 개찰구, 중앙2 개찰구, 남쪽 개찰구의 4개소로, JR 재래선으로 환승시는 중앙2 개찰구가, JR 나라 선, 신칸센 및 긴테츠 나라 선 환승시에는 남쪽 개찰구가 편리하다. 역 번호는 K11. 엘리베이터는 일본 오터스 제.

### 승강장
| 1 | ■ 가라스마 선 (하행) | 다케다역·긴테쓰 나라 선 (신타나베·나라 방향) |
| 2 | ■ 가라스마 선 (상행) | 시조·가라스마오이케·국제회관 방면            |

## 승차량 변동
| 연도           | 승차량 | 승차량 | 승차량 | 승차량 | 승차량 | 승차량 | 승차량 | 승차량 | 승차량 | 승차량 |
| 연도           | 1998년 | 1999년 | 2000년 | 2001년 | 2002년 | 2003년 | 2004년 | 2005년 | 2006년 | 2007년 |
| -------------- | ------ | ------ | ------ | ------ | ------ | ------ | ------ | ------ | ------ | ------ |
| JR 서일본      | 163802 | 162731 | 164262 | 167416 | 169378 | 172123 | 173459 | 176402 | 179156 | 180906 |
| JR 도카이      | 25150  | 24472  | 24753  | 24666  | 24579  | -      | -      | -      | -      | 33728  |
| 긴키 닛폰 철도 | 62317  | 62027  | 60915  | 58912  | 57399  | 56728  | 55844  | 55663  | 56084  | 55452  |
| 교토 시 교통국 | -      | -      | -      | -      | 54183  | 54791  | 53551  | 53134  | 53263  | 53221  |

## 역사
- 1877년 2월 6일 : 교토역 운행 개시
- 1934년 1월 8일 : 교토역 과선교 압사 사고
- 1964년 10월 1일 : 도카이도 신칸센 운행 개시
- 1987년 4월 1일 : 일본국유철도에서 JR로 민영화

## 인접역
| 서일본 여객철도 도카이도 본선                                                           | 서일본 여객철도 도카이도 본선                               | 서일본 여객철도 도카이도 본선 |
| --------------------------------------------------------------------------------------- | ----------------------------------------------------------- | ----------------------------- |
| 야마시나 쓰루가 방면                                                                    | ■ JR 교토 선 · 비와코 선 (고세이 선 직결 포함) 신쾌속       | 다카쓰키 히메지 방면          |
| 야마시나 나가하마 방면                                                                  | ■ JR 교토 선 · 비와코 선 (고세이 선 직결 포함) 쾌속1        | 나가오카쿄 히메지 방면        |
| 야마시나 나가하마 방면                                                                  | ■ JR 교토 선 · 비와코 선 (고세이 선 직결 포함) 쾌속2 · 보통 | 니시오지 히메지 방면          |
| 서일본 여객철도 산인 본선                                                               |                                                             |                               |
| 시·종착역                                                                               | ■ 사가노 선 쾌속                                            | 니조 소노베 방면              |
| 시·종착역                                                                               | ■ 사가노 선 보통                                            | 우메코지교토니시 소노베 방면  |
| 서일본 여객철도 나라 선                                                                 |                                                             |                               |
| 시·종착역                                                                               | ■ 나라 선                                                   | 도후쿠지 나라 방면            |
| 도카이 여객철도 도카이도 신칸센                                                         |                                                             |                               |
| 마이바라 도쿄 방면                                                                      | ■ 도카이도 신칸센                                           | 신오사카 하카타 방면          |
| 긴키 닛폰 철도 교토 선                                                                  |                                                             |                               |
| 시·종착역                                                                               | ■ 교토 선 급행 · 준급행 · 보통                              | 도지 긴테쓰 나라 방면         |
| 교토 시 교통국 교토 시 고속철도 가라스마 선                                             |                                                             |                               |
| K10 고조 국제회관 방면                                                                  | ■ 교토 지하철 가라스마 선                                   | K12 구조 다케다 방면          |
| 1. 주로 RH 시간대에 운행되는 교토 ~ 니시아카시간 쾌속. 2. 다카쓰키 ~ 니시아카시간 쾌속. |                                                             |                               |